# Bredaryds kyrka

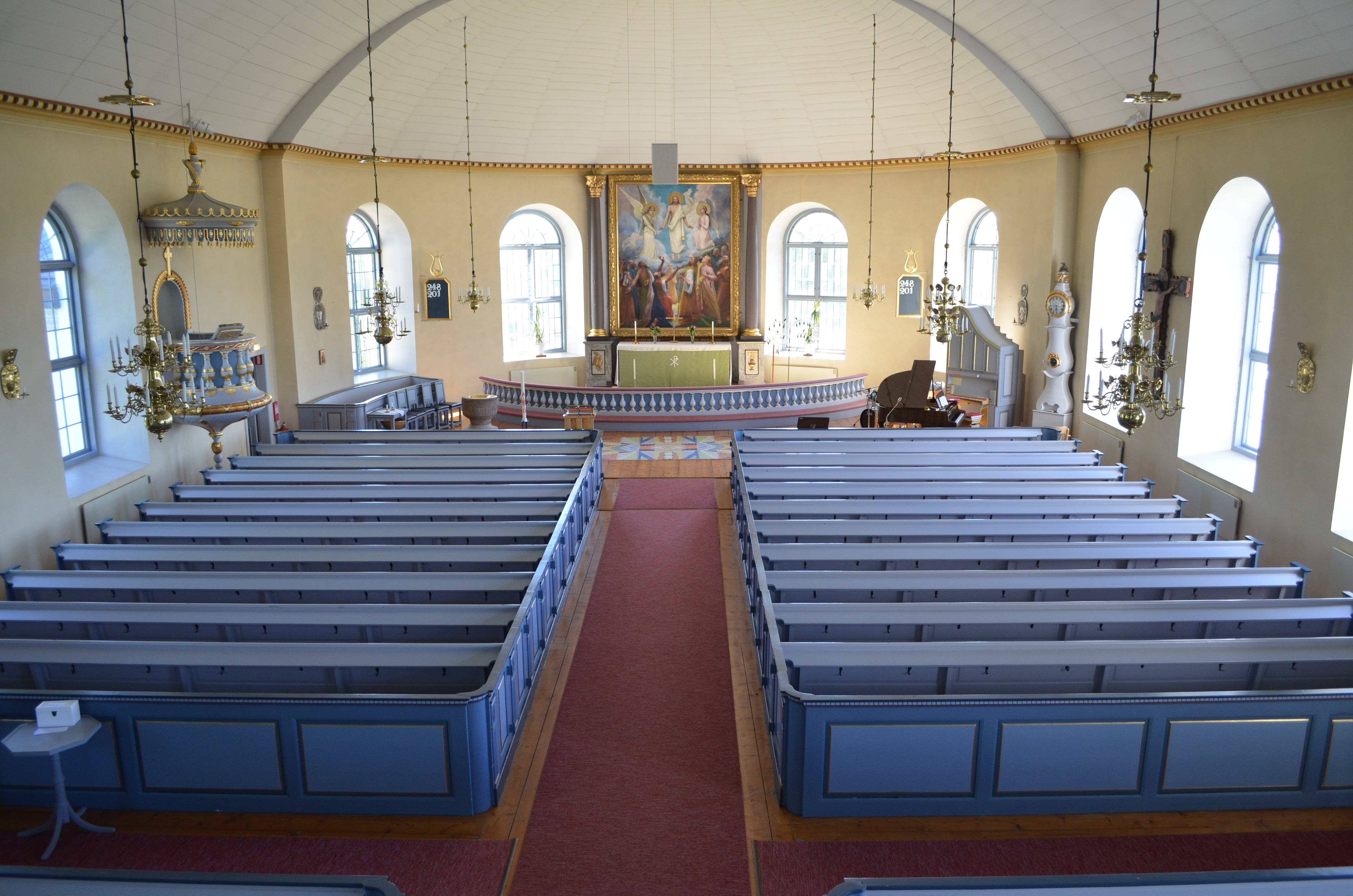
Bredaryds kyrkas kykosal

Bredaryds kyrka en kyrkobyggnad som tillhör Bredaryds församling i Växjö stift. Kyrkan ligger i samhället Bredaryd i Värnamo kommun. Sydväst om kyrkan finns ett bårhus från 1960.

## Kyrkobyggnaden
Föregående kyrka på samma plats var uppförd på medeltiden.
Nuvarande stenkyrka uppfördes 1863 efter ritningar av arkitekt Emil Viktor Langlet och hade Voxtorps kyrka som förebild. 1865 invigdes kyrkan av biskop Henrik Gustaf Hultman.
Kyrkobyggnaden består av långhus med rundat kor i öster och kyrktorn i väster. Norr om koret finns en vidbyggd sakristia. Väggarna är belagda med vitkalkad spritputs och genombryts av rundbågiga fönster. Långhuset har ett sadeltak belagt med skiffer.

## Inventarier
- Dopfunten av sandsten är från slutet av 1100-talet.
- Ett triumfkrucifix är från 1200-talet.
- Altartavlan är utförd 1894 av Ludvig Frid och har motivet "Kristi himmelsfärd".
- Predikstolen är tillverkad av Erik Nyman, Kållerstad.
- I sakristian finns en vävnad signerad Anna-Lisa Odelqvist Kruse 1965. Vävnaden bär namnet "Hela jorden är full av Hans härlighet".

## Kyrkklockor
En storklocka fanns eller finns som blev gjuten år 1600 och efter en spricka blev omgjuten 1778. På den längre inskriptionen författad av kyrkoherden i Forsheda, Nils Peter Isenberg, står att den blev omgjuten av klockgjutaren Elia Fries.

### Orgel
- 1875 bygger orgelbyggarna Johannes Andersson i Långaryd och Carl Johannes Carlsson, Virestad en orgel med 12 stämmor.
- Den nuvarande orgeln är byggd 1953 av Frederiksborgs Orgelbyggeri, Hilleröd, Danmark och är en mekanisk orgel. Fasaden är från 1875 års orgel.

| Manual I        | Manual II           | Pedal       | Koppel |
| Principal 8´    | Rörflöjt 8´         | Subbas 16´  | I/P    |
| Gedackt 8'      | Kvintadena 8'       | Octavbas 8´ | II/P   |
| Octava 4'       | Principal 4'        | Koralbas 4' | II/I   |
| Gedacktflöjt 4' | Blockflöjt 4'       | Fagott 16'  |        |
| Kvinta 2 2/3'   | Gemshorn 2'         |             |        |
| Octava 2'       | Sesquialtera 2 chor |             |        |
| Mixtur 4-5 chor | Scharf 3 chor       |             |        |
| Trumpet 8'      | Krumhorn 8'         |             |        |

#### Kororgel
- Kororgeln byggdes 1980 av Västbo Orgelbyggeri och är mekanisk.

| Manual         |
| Gedackt 8´     |
| Spillpfeife 4' |
| Principal 2'   |
| Nasat 1 1/3'   |

### Webbkällor
- byggnadspresentation
- anläggningspresentation
- Jönköpings läns museum